# Bratoliubivka, Ielaneț
Bratoliubivka (în ucraineană Братолюбівка) este un sat în așezarea urbană Ielaneț din regiunea Mîkolaiiv, Ucraina.

## Demografie
Componența lingvistică a localității Bratoliubivka
     Ucraineană (96,33%)
     Rusă (2,86%)
     Alte limbi (0,6%)
Conform recensământului din 2001, majoritatea populației localității Bratoliubivka era vorbitoare de ucraineană (96,33%), existând în minoritate și vorbitori de rusă (2,86%).